# HD 219134 b
HD 219134 b (Глизе 892 b, HR 8832 b) — одна из семи экзопланет у звезды Глизе 892 в созвездии Кассиопеи.
В июле 2015 года, суперземля HD 219134 b, размером 1,6 земных радиуса и плотностью 5,89 г/см3, была объявлена ближайшей к Земле скалистой экзопланетой, находящейся на расстоянии 21,25 световых лет.
Экзопланета обнаружена спектрографом HARPS-N, установленным на 3,58-метровом телескопе Telescopio Nazionale Galileo в обсерватории Роке-де-лос-Мучачос на острове Пальма на Канарских островах. Подтверждена путём наблюдения её транзита космическим телескопом «Спитцер».

## Характеристики

### Масса, радиус и температура
HD 219134 b имеет массу в 4,5 раза больше и радиус в 1,6 раза больше, чем у Земли. При этом планета имеет плотность 5,89+1,17
−1,17 г/см3, что сопоставимо с земной. Температура её поверхности около 800 K (527 °C; 980 °F).

### Родительская звезда
Планета вращается вокруг звезды Глизе 892, на орбите которой насчитывается семь планет. Масса звезды составляет 0,79 M☉, радиус — 0,8 R☉, а возраст — около 12,5 млрд лет, что делает её одной из старейших звёзд. Температура звезды 4710 К (4437 °C).

Видимая звёздная величина 5,5m, что делает возможным её наблюдение невооружённым глазом.

### Орбита
Планета HD 219134 b вращается на расстоянии около 0,038 а.е. (в десять раз ближе, чем Меркурия от Солнца) находясь, таким образом, вне зоны обитаемости. Её сидерический период составляет трое земных суток.